# دودوما
دودوما (به انگلیسی: Dodoma) پایتخت کشور تانزانیا است. در سال ۲۰۱۲ جمعیت این شهر ۴۱۰٬۹۵۶ نفر بوده‌است. در سال ۱۹۹۶ پایتخت تانزانیا از شهر دارالاسلام به این شهر منتقل شد. شهر دودوما مرکز مالی و بازرگانی است. بیشتر مردم در خانه‌های کوچک آجری و گاه خشتی به سر می‌برند. یک راه‌آهن آن را با کرانه‌های شرقی و غربی متصل می‌کند و یک فرودگاه در نزدیکی شهر قراردارد.
دودوما در روزگاری که تانزانیا از مستعمرات آلمان بود، روستایی کوچک در ۱۸۹۱ به‌شمار می‌رفت. در سدهٔ ۱۹۰۰ انگلستان بر نانزانیا دست یافت و دودوما مرکز بازار و داد وستد و جمعیتش بیش از دو برابر از دوران کولونی تا استقلال در سال ۱۹۶۱ شد.

## جغرافیا
شهر دودوما در ۶ درجه و ۱۰ دقیقه جنوب و ۳۵ درجه و ۴۴ دقیقه شرقی و (تقریبا) در مرکز کشور قرار گرفته‌است. از شرق، ۴۵۳ کیلومتر با پایتخت سابق تانزانیا یعنی دارالسلام فاصله دارد و در ۴۴۱ کیلومتری جنوب آروشا و مرکز جامعه آفریقای شرقی واقع شده‌است. و اب و هوای ان نیمه بیابانی یا گرمدشتی است. 

## جمعیت‌شناسی
از مجموع جمعیت، ۱۹۹٬۴۸۷ نفر (۴۸٫۵ درصد) مرد هستند. درحالی که ۲۱۱٬۴۶۹ مفر (۵۱٫۵ درصد) زن هستند. کلیسای کاتولیک روم گزارش می‌دهد که ۱۹٫۲ درصد این شهر کاتولیک هستند.
تفاوت‌های قومی جمعیتی بالایی در این شهر وجود دارد، زیرا دودوما یک مرکز اداری دولتی است. گرچه گروه‌های قومی بومی همچون گوگو، رانجی و وراندو در آن ساکن هستند. اقلیت‌های کوچک هندو نیز در این شهر وجود دارد.

## تاریخ
دودوما در سال ۱۹۰۷ توسط استعمارگران آلمانی در زمان ساخت راه‌آهن مرکزی تانزانیا تأسیس شد. در سال ۱۹۷۳، دولت تانزانیا اعلام کرد که پاینخت از دارالسلام به یک مکان مرکزی منتقل خواهد شد تا بهتر بتواند نیازهای مردم را تأمین کند. برای این منظور دودوما انتخاب شد، زیرا این شهر از قبل تأسیس شده در یک تقاطع بزرگ با آب و هوای مناسب و چشم‌انداز چشمگیر است. محل جغرافیایی دودوما تحت نظر ژولیوس نایرره طراحی شده‌است و امیدوار است که از دارالسلام، شهر با میراث تفرقه و بردگی، طلاق بگیرد.
با این حال، بسیاری از دفاتر دولتی و سرمایه‌های تجاری در دارالسلام باقی ماند. در حالی که مجلس ملی تانزانیا در فوریه ۱۹۹۶ به پایتخت جدید منتقل شد.

## حمل و نقل
پروازهای این شهر توسط Air Tanzania, Auric Air و Flightlink در فرودگاه بین‌المللی دودوما انجام می‌شود. خط راه‌آهن مرکزی از نزدیکی این شهر عبور می‌کند و راه‌های ارتباطی جاده‌ای به سراسر کشور برقرار است.

## فرهنگ و ورزش
فوتبال که پرطرفدارترین ورزش شهر است، هر هفته عدهٔ زیادی را برای تماشای لیگ برتر تانزانیا به ورزشگاه می‌کشاند. دو تیم اصلی دودوما، JKT Ruvu Stars و Polisi Dodoma هستند. فوتبال ورزش محبوب کودکان و نوجوانان است و به‌طور منظم در زمین‌های ورزشی عمومی بازی می‌شود. با این حال، علاقه به سایر ورزش‌ها (مانند والیبال، بسکتبال و حتی راگبی) به تدریج افزایش می‌یابد.

## آب و هوا
دودوما دارای آب و هوای نیمه خشک و درجه حرارت نسبتاً گرم در طول سال است. در حالی که میانگین میانگین در طول سال تا حدودی ثابت است. میانگین دما در ماه جولای به ۱۳ درجه سانتی گراد (۵۵٫۴ درجه فارنهایت) می‌رسد. دودوما به‌طور متوسط ۵۷۰ میلیمتر بارش در سال است، که بیشتر آن‌ها در بین ماه‌های نوامبر تا آوریل رخ می‌دهد. باقی‌مانده سال معمولاً بارانی نمی‌بارد.
| اصلاعات آب و هوایی دودوما(۱۹۷۱ تا ۲۰۰۰) | اصلاعات آب و هوایی دودوما(۱۹۷۱ تا ۲۰۰۰) | اصلاعات آب و هوایی دودوما(۱۹۷۱ تا ۲۰۰۰) | اصلاعات آب و هوایی دودوما(۱۹۷۱ تا ۲۰۰۰) | اصلاعات آب و هوایی دودوما(۱۹۷۱ تا ۲۰۰۰) | اصلاعات آب و هوایی دودوما(۱۹۷۱ تا ۲۰۰۰) | اصلاعات آب و هوایی دودوما(۱۹۷۱ تا ۲۰۰۰) | اصلاعات آب و هوایی دودوما(۱۹۷۱ تا ۲۰۰۰) | اصلاعات آب و هوایی دودوما(۱۹۷۱ تا ۲۰۰۰) | اصلاعات آب و هوایی دودوما(۱۹۷۱ تا ۲۰۰۰) | اصلاعات آب و هوایی دودوما(۱۹۷۱ تا ۲۰۰۰) | اصلاعات آب و هوایی دودوما(۱۹۷۱ تا ۲۰۰۰) | اصلاعات آب و هوایی دودوما(۱۹۷۱ تا ۲۰۰۰) | اصلاعات آب و هوایی دودوما(۱۹۷۱ تا ۲۰۰۰) |
| ماه                                     | Jan                                     | Feb                                     | Mar                                     | Apr                                     | May                                     | Jun                                     | Jul                                     | Aug                                     | Sep                                     | Oct                                     | Nov                                     | Dec                                     | Year                                    |
| --------------------------------------- | --------------------------------------- | --------------------------------------- | --------------------------------------- | --------------------------------------- | --------------------------------------- | --------------------------------------- | --------------------------------------- | --------------------------------------- | --------------------------------------- | --------------------------------------- | --------------------------------------- | --------------------------------------- | --------------------------------------- |
| گرمترین C°                              | ۳۵.3 (95.5)                             | ۳۶.0 (96.8)                             | ۳۳.5 (92.3)                             | ۳۲.7 (90.9)                             | ۳۲.9 (91.2)                             | ۳۱.7 (89.1)                             | ۳۱.1 (88)                               | ۳۴.1 (93.4)                             | ۳۳.8 (92.8)                             | ۳۶.1 (97)                               | ۳۶.0 (96.8)                             | ۳۶.4 (97.5)                             | ۳۶.4 (97.5)                             |
| میانگین گرمترین C°                      | ۲۹.4 (84.9)                             | ۲۹.4 (84.9)                             | ۲۹.0 (84.2)                             | ۲۸.7 (83.7)                             | ۲۸.0 (82.4)                             | ۲۷.1 (80.8)                             | ۲۶.5 (79.7)                             | ۲۷.3 (81.1)                             | ۲۹.0 (84.2)                             | ۳۰.5 (86.9)                             | ۳۰.1 (86.2)                             | ۳۰.4 (86.7)                             | ۲۸.8 (83.8)                             |
| میانگین سردترین C°                      | ۱۸.6 (65.5)                             | ۱۸.6 (65.5)                             | ۱۸.3 (64.9)                             | ۱۷.9 (64.2)                             | ۱۶.5 (61.7)                             | ۱۴.4 (57.9)                             | ۱۳.6 (56.5)                             | ۱۴.2 (57.6)                             | ۱۵.3 (59.5)                             | ۱۶.9 (62.4)                             | ۱۸.3 (64.9)                             | ۱۸.8 (65.8)                             | ۱۶.5 (61.7)                             |
| سردترین                                 | ۱۵.7 (60.3)                             | ۱۶.2 (61.2)                             | ۱۴.9 (58.8)                             | ۱۴.9 (58.8)                             | ۱۰.3 (50.5)                             | ۸.9 (48)                                | ۷.6 (45.7)                              | ۹.3 (48.7)                              | ۱۱.1 (52)                               | ۱۳.0 (55.4)                             | ۱۴.4 (57.9)                             | ۱۴.4 (57.9)                             | ۷.6 (45.7)                              |
| میانگین بارش اینچ                       | ۱۳۳.7 (5.264)                           | ۱۴۴.5 (5.689)                           | ۱۱۳.9 (4.484)                           | ۵۷.8 (2.276)                            | ۵.3 (0.209)                             | ۰.1 (0.004)                             | ۰٫۰3 (0.0012)                           | ۰٫۰1 (0.0004)                           | ۰٫۰1 (0.0004)                           | ۲٫۰8 (0.0819)                           | ۲۶٫۲5 (1.0335)                          | ۱۲۳٫۲8 (4.8535)                         | ۶۰۶٫۹6 (23.8961)                        |
| میانگین تعداد روزهای بارانی             | ۱۰                                      | ۹                                       | ۷                                       | ۵                                       | ۱                                       | ۰                                       | ۰                                       | ۰                                       | ۰                                       | ۰                                       | ۲                                       | ۷                                       | ۴۱                                      |
| میانگین رطوبت                           | ۶۶                                      | ۶۸                                      | ۷۰                                      | ۶۸                                      | ۶۳                                      | ۶۰                                      | ۵۹                                      | ۵۸                                      | ۵۵                                      | ۵۳                                      | ۵۵                                      | ۶۳                                      | ۶۲                                      |

## پیوستگی‌های فرا-مرزی

### خواهرشهرها
دودوما با ۳ شهر خواهرخوانده است:
- جایپور، هند
- بانگی، جمهوری آفریقای مرکزی
- وتسا، جمهوری دموکراتیک کونگو